# Fanano

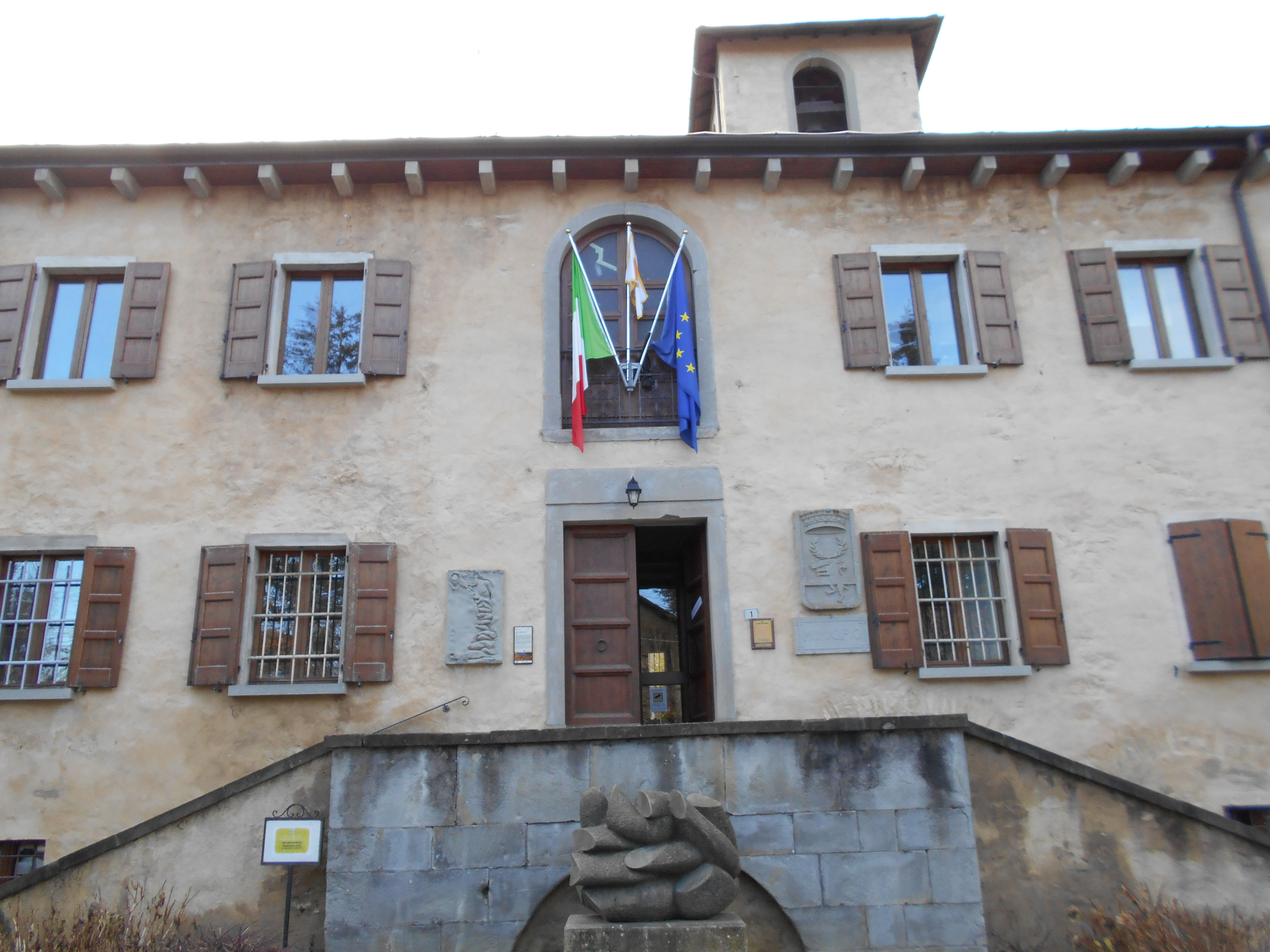
Rathaus

Fanano ist eine italienische Gemeinde (comune) mit 2980 Einwohnern (Stand 31. Dezember 2023) in der Provinz Modena. Die Gemeinde liegt etwa 49,5 Kilometer südsüdwestlich von Modena im Valle di Ospitale. Fanano grenzt unmittelbar an die Provinz Pistoia und die Metropolitanstadt Bologna und ist Teil des Parco dell'Alto Appennino Modenese und gehört der Comunità Montana del Frignano an.

## Geschichte
Fanano wird seit dem 8. Jahrhundert erwähnt. Bereits seit dem 7. Jahrhundert besteht das Kloster des heiligen Columbanus in Fanano. 

## Gemeindepartnerschaften
Fanano unterhält eine Partnerschaft mit der US-amerikanischen Stadt Fairbanks.

## In Fanano geborene Persönlichkeiten
- Felice Pedronini (1858–1910), Auswanderer und nach Goldfunden in Alaska Auslöser des Fairbanks Gold Rushs
- Albano Sorbelli (1875–1944), Historiker, Bibliograph und Bibliothekar
- Martina Lenzini (* 1998), Fußballspielerin